# Classement de la NFL depuis la fusion AFL-NFL
En 1970, la NFL et l'AFL fusionnent.
La présente page détaille le classement de la NFL depuis la fusion AFL-NFL tout en détaillant les résultats combinés des différentes franchises.
Les Super Bowls I à IV joués avant la fusion ne sont pris en compte ici.
Le classement est à jour à la date de 20 novembre 2007.
| Franchise             | Victoires | Défaites | Nuls | % vic. | Playoffs joués | Titres de division | Résultats playoffs | Vic.-déf. Super Bowl |
| --------------------- | --------- | -------- | ---- | ------ | -------------- | ------------------ | ------------------ | -------------------- |
| Miami Dolphins        | 353       | 223      | 2    | .612   | 21             | 12                 | 20-19              | 2-3                  |
| Pittsburgh Steelers   | 348       | 228      | 2    | .604   | 22             | 17                 | 28-17              | 6-2                  |
| Dallas Cowboys        | 343       | 235      | 0    | .593   | 24             | 15                 | 31-19              | 5-3                  |
| Denver Broncos        | 337       | 235      | 6    | .588   | 17             | 10                 | 17-15              | 2-4                  |
| Minnesota Vikings     | 329       | 247      | 2    | .571   | 22             | 14                 | 16-21              | 0-3                  |
| San Francisco 49ers   | 327       | 248      | 3    | .568   | 21             | 17                 | 25-16              | 5-0                  |
| Oakland Raiders×      | 321       | 251      | 6    | .561   | 18             | 12                 | 22-15              | 3-1                  |
| Washington Redskins   | 321       | 255      | 2    | .557   | 15             | 6                  | 20-12              | 3-2                  |
| Jacksonville Jaguars2 | 109       | 93       | 0    | .540   | 5              | 2                  | 4-5                | 0-0                  |
| St. Louis Rams×       | 309       | 265      | 4    | .538   | 19             | 11                 | 16-18              | 1-2                  |
| New England Patriots  | 297       | 281      | 0    | .514   | 14             | 9                  | 18-11              | 3-2                  |
| Baltimore Ravens3     | 95        | 90       | 1    | .513   | 4              | 2                  | 5-3                | 1-0                  |
| Philadelphia Eagles   | 292       | 279      | 7    | .511   | 16             | 7                  | 13-16              | 0-2                  |
| Kansas City Chiefs    | 292       | 279      | 7    | .511   | 11             | 5                  | 3-11               | 0-0                  |
| Green Bay Packers     | 289       | 281      | 8    | .507   | 12             | 7                  | 12-11              | 1-1                  |
| Chicago Bears         | 287       | 290      | 1    | .497   | 13             | 9                  | 9-13               | 1-1                  |
| Seattle Seahawks1     | 242       | 252      | 0    | .490   | 9              | 5                  | 6-9                | 1-1                  |
| New York Giants       | 279       | 296      | 3    | .485   | 12             | 6                  | 12-10              | 2-1                  |
| Indianapolis Colts×   | 277       | 299      | 2    | .481   | 15             | 10                 | 13-13              | 2-0                  |
| Tennessee Titans×     | 276       | 300      | 2    | .479   | 14             | 4                  | 12-14              | 0-1                  |
| Buffalo Bills         | 274       | 302      | 2    | .476   | 13             | 7                  | 12-13              | 0-4                  |
| Carolina Panthers2    | 94        | 108      | 0    | .465   | 3              | 2                  | 6-3                | 0-1                  |
| San Diego Chargers    | 262       | 311      | 5    | .458   | 9              | 7                  | 6-9                | 0-1                  |
| Cleveland Browns5     | 240       | 287      | 3    | .456   | 11             | 6                  | 4-11               | 0-0                  |
| Cincinnati Bengals    | 257       | 321      | 0    | .445   | 8              | 6                  | 5-8                | 0-2                  |
| New York Jets         | 251       | 325      | 2    | .436   | 10             | 2                  | 6-10               | 1-0                  |
| Detroit Lions         | 245       | 329      | 4    | .427   | 9              | 3                  | 1-9                | 0-0                  |
| Atlanta Falcons       | 243       | 330      | 5    | .425   | 8              | 3                  | 6-8                | 0-1                  |
| New Orleans Saints    | 239       | 335      | 4    | .417   | 6              | 3                  | 2-6                | 1-0                  |
| Arizona Cardinals×    | 229       | 343      | 6    | .401   | 4              | 2                  | 1-4                | 0-0                  |
| Tampa Bay Buccaneers1 | 193       | 300      | 1    | .392   | 9              | 5                  | 6-8                | 1-0                  |
| Houston Texans4       | 29        | 61       | 0    | .322   | 0              | 0                  | 0-0                | 0-0                  |